# Nikołaj Argunow

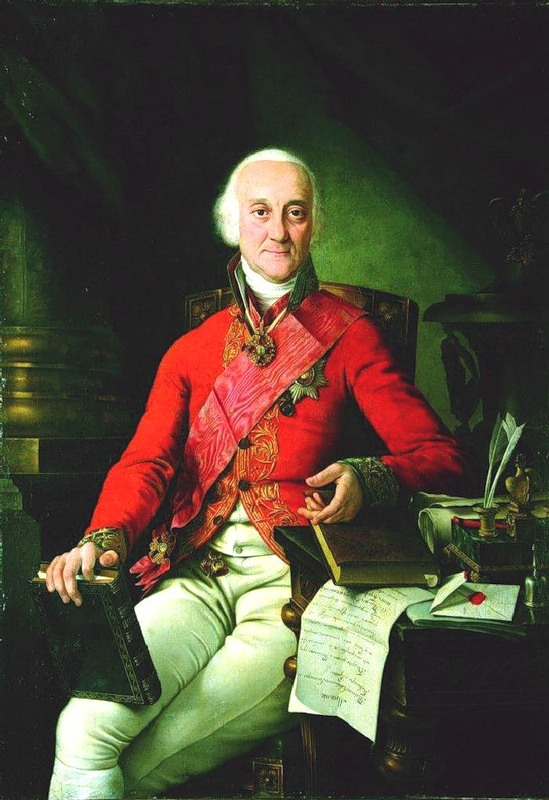
Portret senatora Runicza z 1817 r., za który Argunow otrzymał tytuł akademika

Nikołaj Iwanowicz Argunow, ros. Николай Иванович Аргунов (ur. w 1770 w Petersburgu, zm. w 1828 w Moskwie (podaje się też lata życia 1771 – po 1829)) – rosyjski malarz specjalizujący się w portretach.
Chłop pańszczyźniany hrabiego Nikołaja Szeremietiewa, syn Iwana Argunowa. Do 1788 mieszkał w Petersburgu, potem przeprowadził się do Moskwy. Malarstwa uczył się u swego ojca, a następnie w 1793 r. wysłano go na naukę do Petersburga. W roku 1801 brał udział w tworzeniu wystroju pałacu Ostankino. W 1815 r. uzyskał wolność. W roku 1818 został przyjęty jako akademik do Akademii Sztuk Pięknych w Petersburgu na podstawie portretu senatora P.S. Runicza.
Obrazy pędzla N. Argunowa znajdują się m.in. w kolekcjach Państwowego Muzeum Rosyjskiego, Galerii Tretiakowskiej, Ermitażu i Państwowego Muzeum Historycznego w Moskwie, a także w muzeach pałacach w Ostankino i w Kuskowo.
W roku 2005 Galeria Tretiakowska zorganizowała wystawę czasową poświęconą twórczości Iwana Argunowa i jego dwóch synów - Nikołaja oraz Jakowa.  